# Amdusias

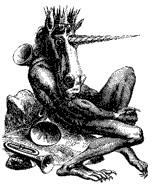
Gravure de Louis Breton pour l'édition de 1863 du Dictionnaire infernal.

Amdusias ou Amduscias est un démon issu des croyances de la goétie, science occulte de l'invocation d'entités démoniaques. "Grand-Duc aux enfers. Il a la forme d'une licorne ; mais lorsqu'il est évoqué, il se montre sous une figure humaine. Il donne des concerts, si on les lui commande ; on entend alors, sans rien voir, le sons des trompettes et des autres instruments de musique. Les arbres s'inclinent à sa voix. Il commande vingt-neuf legions." 
Le Lemegeton le mentionne en 67e position de sa liste de démons. Selon l'ouvrage, Amdusias est un grand duc des Enfers. Il a la forme d'une licorne mais lorsqu'il est invoqué, il se montre sous figure humaine. Il est précédé par la musique de trompettes et d'autres instruments. Il est capable d'incliner les arbres. Il commande à 29 légions infernales.
La Pseudomonarchia Daemonum le mentionne en 53e position de sa liste de démons et lui attribue des caractéristiques similaires.
Un monstre du bestiaire de Castlevania Curse Of Darkness semble directement inspiré du démon, s’appelant Amduscias, et ayant l'apparence d'une licorne bipède.
Amduscia est également le nom d'un groupe de musique électronique (Aggrotech) mexicain.
Amdusias est le nom d'un boss du jeu vidéo Cult of the Lamb.

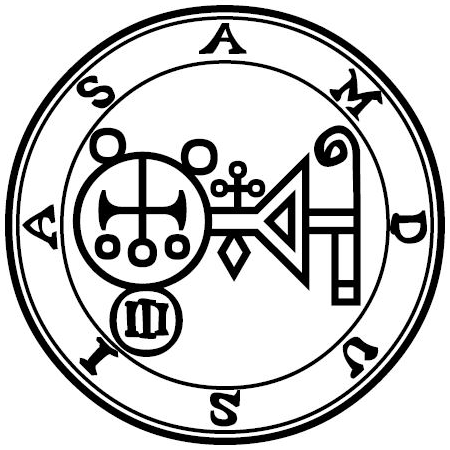
Le sceau de Amdusias selon Mathers.